# Carlos do Carmo
Carlos Alberto do Carmo Almeida (Lisboa, 21 de desembre de 1939 - 1 de gener de 2021), conegut artísticament com a Carlos do Carmo, fou un cantant portuguès que va aconseguir dimensió internacional a través del fado.

## Trajectòria artística

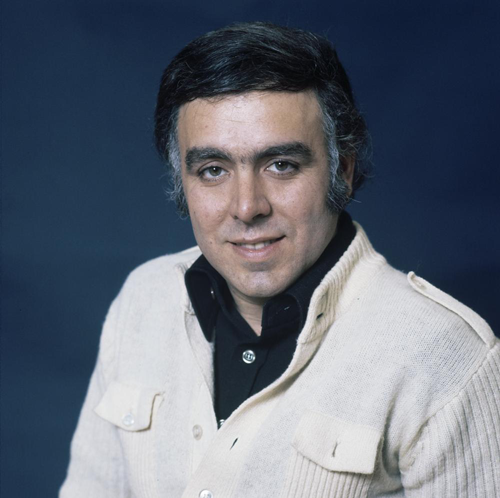
Carlos do Carmo, 1976

Era fill de la coneguda fadista Lucília do Carmo i d'Alfredo de Almeida, llibreter i hoteler. De jove, Carlos va estudiar idiomes a l'Institut auf dem Rosenberg, un institut alemany de Sankt Gallen i hostaleria a Ginebra.
Va començar el seu trajecte professional en la Companhia Nacional de Navegação (Portugal). Després de la defunció del seu pare, el 1963, Carlos do Carmo va passar a ser el gerent de la casa de fados de la seva família, O Faia, al Bairro Alto, llavors una de les cases de fado més conegudes de la capital.
La seva carrera artística comença el 1964, si bé ja havia gravat un disc quan tenia nou anys. Va representar Portugal en el XXI Festival de la Cançó d'Eurovisió 1976, amb el tema Flor de verde pinho (basat en un poema de Manuel Alegre). En el Festival RTP de la cançó d'aquell any va ser l'únic intèrpret, entre les últimes cançons presentades estaven temes com «Estrela da tarde».
D'entre moltes altres, les seves cançons més conegudes són: «Os putos», «Um homem na cidade», «Canoas do Tejo», «Lisboa menina e moça», «Duas lágrimas de orvalho» i «Bairro Alto». Ha cantat en portuguès el tema «El drapaire» de Joan Manuel Serrat («O ferro velho», en l'adaptació del poeta Alexandre O'Neill), tema inclòs al seu disc Canoas do Tejo (LP Movieplay en 1972-CD en 1997) i a O melhor dos melhores - Carlos do Carmo (Tecla, 1992). El seu nom figura entre els pioners de la nova discografia portuguesa, ja que el seu disc Un homem no país va ser el primer CD editat per un artista en Portugal. José María Nóbrega el va acompanyar en la guitarra durant 36 anys. Va ser homenatjat el 2003 amb motiu dels seus 40 anys de carrera musical.
En 2007 va participar en la pel·lícula Fados de Carlos Saura al costat d'altres grans artistes lusitans i brasilers, com Mariza, Camané o Caetano Veloso. Aquest llargmetratge va ser estrenat en la pantalla gran el 23 de novembre de 2007, després de ser projectat en diversos festivals de cinema. Paral·lelament a l'estrena de la pel·lícula es van fer concerts de presentació de la pel·lícula a Madrid, Valladolid i Santiago de Compostel·la, en els quals intervenen Camané, Mariza, Miguel Poveda i el mateix Carlos do Carmo. Carlos do Carmo fou guardonat amb el Premi Goya a la Millor cançó original per «Fado da saudade».

## Reconeixements
Va ser ambaixador de la música i la cultura portuguesa a través de les seves innombrables actuacions per diversos països, passant pel Teatre Olympia de París, per les òperes de Frankfurt am Main i Wiesbaden, per la casa d'espectacles Canecão de Rio de Janeiro, el Savoy de Hèlsinki i per moltes altres ciutats, com Sant Petersburg, Copenhaguen, São Paulo, entre d'altres. A nivell nacional destaquen els concerts en la Fundació Gulbekian, en el Monestir dels Jerònims de Belém, en el Casino d'Estoril o en el Centre Cultural de Belém.
Era ciutadà honorari de la ciutat de Rio de Janeiro i membre de l'Honra del Claustre Iber-Americà de les Arts. Així mateix, li va ser concedit un diploma pel Senat de Rhode Island (els Estats Units) per la seva contribució a la divulgació de la música portuguesa, el Globus d'Or de Mèrit i de l'Excel·lència, el Premi de la consagració de la seva carrera de la Societat Portuguesa d'Autors. Era, a més, membre de l'Orde de l'Infant Dom Henrique.
En 2014 Carlos va guanyar el Grammy Llatí un premi a l'excel·lència musical.

## Discografia
- Não se morre de saudade (1967)
- Carlos do Carmo (1970)
- Fado em tom maior (1971)
- Canoas do Tejo (1972)
- Uma canção para a Europa (1976)
- Um homem na cidade (1977)
- Que se fez homem de cantar (1990)
- Ao vivo no Olympia (1993)
- Ao vivo na Ópera de Frankfurt (Alte Oper Frankfurt) (1994)
- Dez fados vividos (1995)
- Ao vivo no CCB (1999)
- Nove fados e uma canção de amor (2002)
- Do tempo do vinil (2003)
- Fado Lisboa – An Evening at The "Faia" (2003)
- Ao vivo – Coliseu dos Recreios – Lisboa (EU Version) (2004)
- A arte e a música de Carlos Do Carmo (2006)
- Mais do que amor é amar (2006)
- Por morrer uma qndorinha (2006)
- Um homem no país (2006)
- À noite (2007)
- Carlos do Carmo & Bernardo Sassetti (2010)
- Margens (2012)
- Maria João Pires / Carlos Do Carmo (2012)
- Fado é amor (2013)
- Os sucessos de 35 anos de carreira: ao vivo no CCB (disc 2) (2015)
- Um homem no mundo (2015)